# Габрієль Гомес Феррейра
Габрієль Гомес Феррейра (нар. 23 серпня 1999, Сан-Гонсалу, Бразилія) — бразильський футболіст, захисник.

## Кар'єра
Виступав за команди нижчих дивізіонів Бразилії: «Бангу», «Інтер де Мінас», «Греміо Бразіл».
У вересні 2022 року на правах оренди з «Інтер де Мінас» перейшов до клубу української Прем'єр-ліги «Дніпро-1». Дебютував за клуб 6 листопада того ж року, вийшовши на заміну у переможному матчі проти «Миная», у якому його клуб виграв з рахунком 3:1. У червні 2023 року покинув дніпровський клуб.

## Досягнення
«Дніпро-1»:
 Срібний призер чемпіонату України: 2022/23